# Lausitzkulturen
Lausitzkulturen är en regional arkeologisk kulturgrupp, daterad till mellersta och yngre bronsåldern med nordiska termer, d.v.s. 1300-500 f.Kr.. Den är uppkallad efter fyndområdet (Łużyce på polska) i Schlesien. Den räknas ibland som en nordlig gren av urnefältskulturen.
Arkeologer urskiljde ursprungligen kulturgruppen på grundval av karakteristisk keramik, bl.a. buckelkärl, som förekommer i Niederlausitz. Men begreppet utvidgades snart till att omfatta ytterligare ett antal kulturgrupper med snarlik keramik. Gemensamma drag är en dominans av rabbig keramik, med grov yta, i boplatsfynden samt vissa kärlformer. Dit hör till exempel kärl med hög cylinder- eller konformad hals samt ornament som kannelyrer, vilka visserligen har en utbredning bortom Lausitzkulturens gränser men är särskilt vanliga där.
I de centrala lausitziska kulturgrupperna dominerar gravfält med flatmarksgravar som utom gravurnan innehåller många (upp till 50 stycken) bikärl, men gravformen kan variera. Bronsföremål är sällsynta i gravarna. Typerna av bronsföremål visar ofta en stark påverkan från Donauområdet, och längs Östersjön spåras kontakt med den nordiska bronsålderskulturen. 
Lausitzkulturen spelade en viktig roll ifråga om kulturkontakter mellan Mellaneuropa och Sydskandinavien. Detta visar keramikfynd både i Sydskandinavien och Schlesien.
Det finns två teorier om Lausitzkulturens ursprung:
- Migrationer från skilda håll
- En inhemsk utveckling av Únéticekulturen

Lausitzkulturen har varit ett kärt stridsämne mellan polska och tyska arkeologer om huruvida kulturen språkligt sett var slavisk eller germansk.